# Diocesi di Vannes

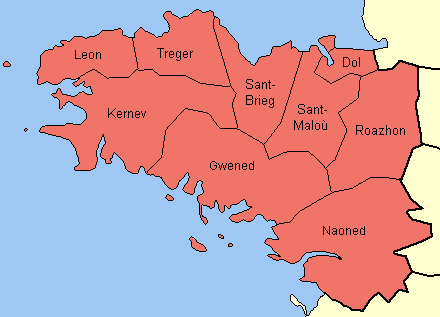
Le diocesi storiche della Bretagna prima della rivoluzione francese: quella di Vannes è indicata con il nome bretone di Gwened.

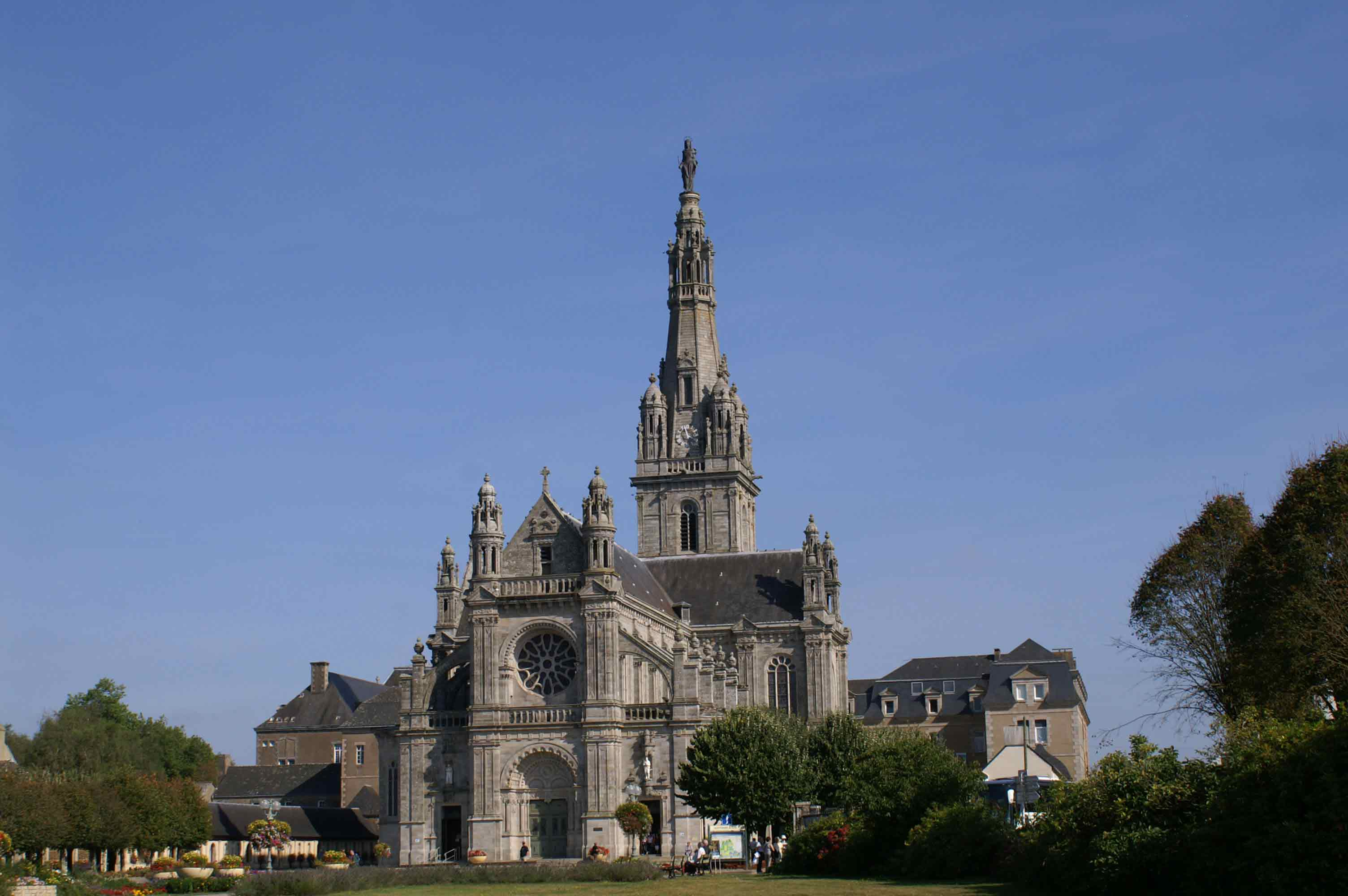
La basilica santuario di Sainte-Anne-d'Auray.

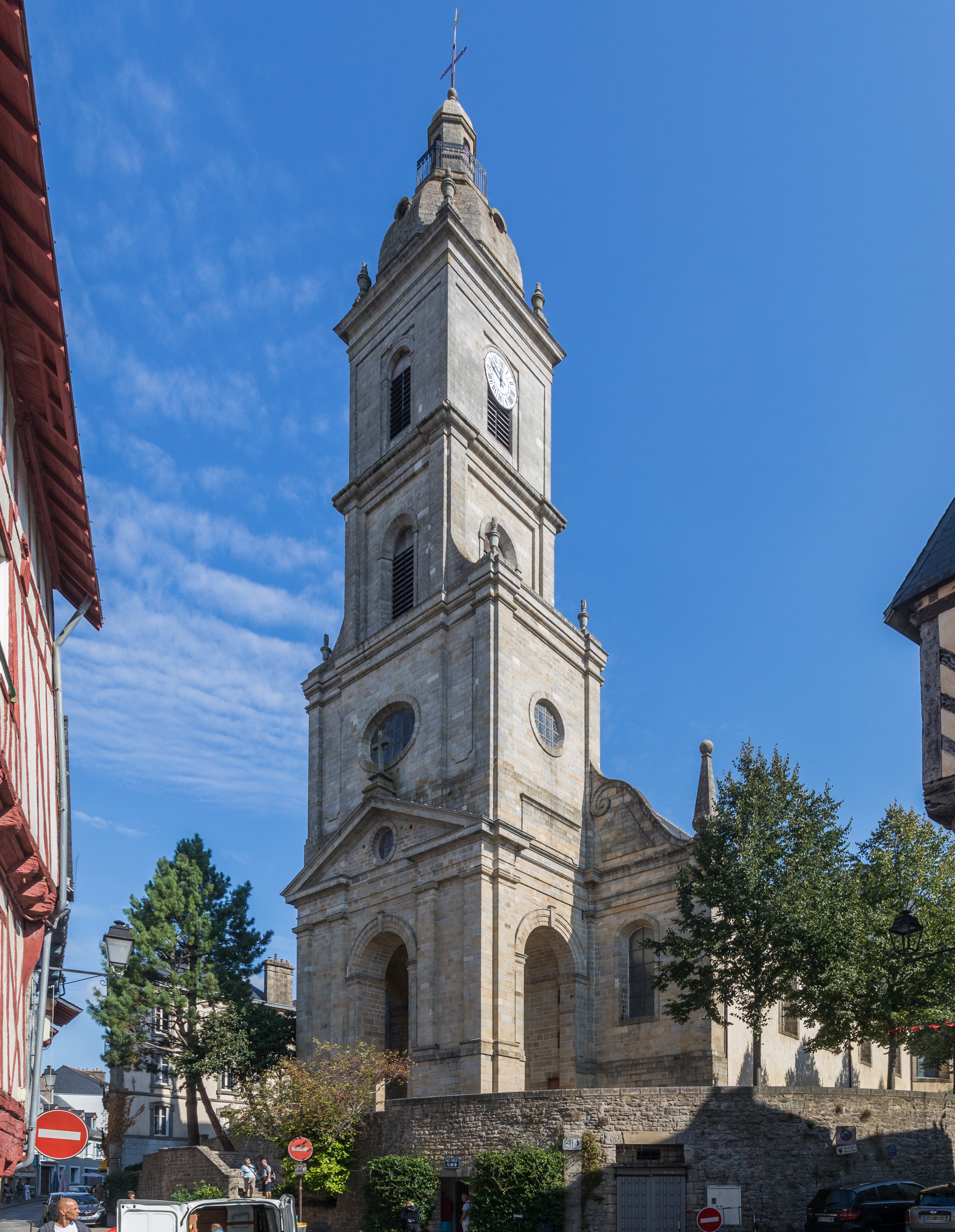
La chiesa di San Paterno a Vannes, costruita nell'XI secolo.

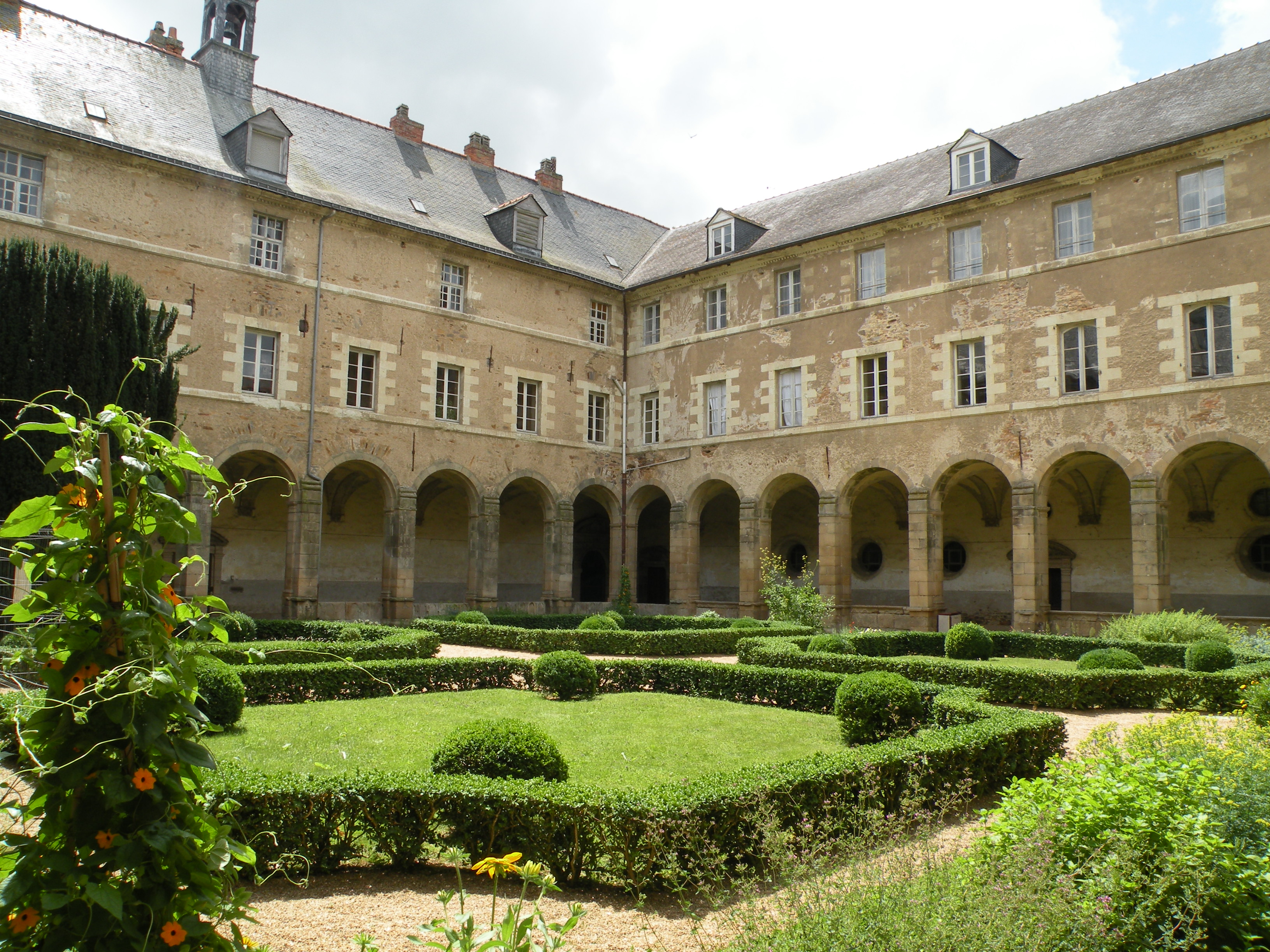
Il chiostro dell'abbazia Saint-Sauveur di Redon, fondata nell'832.

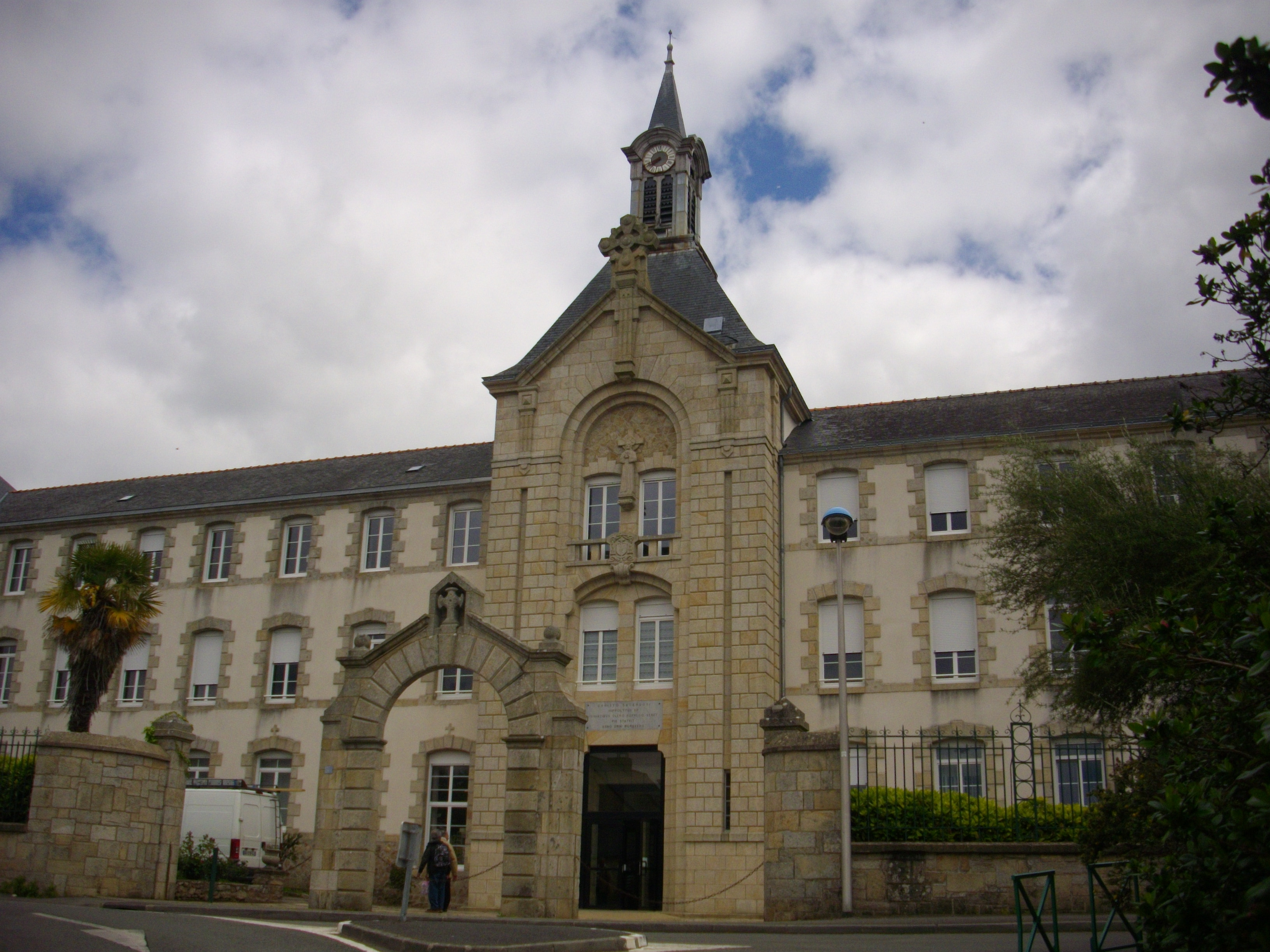
Il seminario maggiore di Vannes.

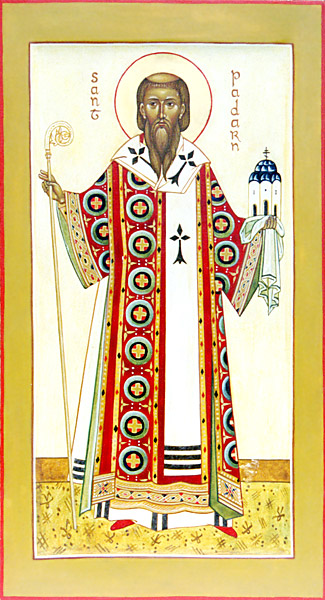
Icona moderna di San Paterno, ritenuto primo vescovo di Vannes.

La diocesi di Vannes (in latino Dioecesis Venetensis) è una sede della Chiesa cattolica in Francia suffraganea dell'arcidiocesi di Rennes. Nel 2022 contava 548.456 battezzati su 751.309 abitanti. È retta dal vescovo Raymond Michel René Centène.

## Territorio
La diocesi è situata al centro-sud della Bretagna e comprende il dipartimento francese del Morbihan.
Sede vescovile è la città di Vannes, dove si trova la cattedrale di San Pietro. Nel territorio diocesano sorgono anche 4 basiliche minori: Nostra Signora della Gioia a Pontivy, Nostra Signora del Paradiso a Hennebont, Nostra Signora del Rovo a Josselin e Sant'Anna di Auray nel comune omonimo.
Il territorio si estende su 6.822 km² ed è ripartito in 197 parrocchie, raggruppate in 13 decanati.

### Istituti religiosi
- Benedettine
- Benedettini della Congregazione di Solesmes
- Canonichesse regolari ospedaliere della misericordia di Gesù
- Compagnia di Gesù
- Compagnia di Maria
- Cooperatori parrocchiali di Cristo Re
- Cooperatrici parrocchiali di Cristo Re
- Congregazione dei Sacri Cuori
- Congregazione dello Spirito Santo
- Comunità di San Giovanni
- Famiglia Missionaria di Notre-Dame
- Figlie di Gesù
- Figlie di Santa Maria della Presentazione
- Figlie della Sapienza
- Figlie dello Spirito Santo
- Fratelli dell'Istruzione Cristiana di Ploërmel
- Fratelli delle scuole cristiane
- Fraternità delle piccole sorelle di Gesù
- Suore di carità domenicane della Presentazione della Santa Vergine
- Suore carmelitane di San Giuseppe
- Suore della carità di San Luigi
- Suore domenicane dello Spirito Santo
- Suore dell'istruzione cristiana di Saint-Gildas
- Suore di Nostra Signora del Buon Soccorso
- Suore della Sacra Famiglia dei Bisognosi
- Suore di San Giuseppe di Cluny
- Suore del Sacro Cuore di Gesù
- Piccole sorelle dei poveri
- Piccole suore di San Francesco d'Assisi
- Trappiste
- Trappisti

## Storia
Darioritum, nome gallo-romano dell'odierna Vannes, era la capitale del popolo celtico dei Venéti ed una delle civitates della Gallia Lugdunense terza come attesta la Notitia Galliarum dell'inizio del V secolo. La diocesi è documentata con certezza nella seconda metà del V secolo: nel 465 circa si celebrò a Vannes un concilio di vescovi della provincia ecclesiastica di Tours, dove fu presente Paterno, ritenuto dalla tradizione il primo vescovo di Vannes.
Secondo Louis Duchesne, un vescovo di Vannes era presente anche ad un altro concilio, celebratosi ad Angers nel 453, ma la sua identificazione è incerta, in quanto non sono indicate le sedi di appartenenza; secondo lo storico bretone uno tra Sarmazio, Cariato, Rumorido e Vivenzio era vescovo di Vannes.
Il cartulario dell'abbazia di Redon riporta per la prima volta un elenco di circa 50 plebs o parrocchie dipendenti dal vescovado nel IX secolo. Le incursioni normanne dell'inizio del X secolo devastarono il territorio e distrussero molte istituzioni religiose, tra cui molti monasteri esistenti di cui oggi resta un ricordo nel nome di molte località bretoni (Moustoir).
L'antica cattedrale fu distrutta in occasione dell'invasione dei Normanni nel 919. Fu ricostruita in stile romanico verso il 1020 dal vescovo Judicaël con l'aiuto di suo fratello il duca di Bretagna Goffredo I. Questo edificio venne ricostruito in stile gotico tra il 1454 e il 1520. Nella cattedrale riposano i resti di san Vincenzo Ferrer, morto a Vannes nel 1419.
Fu dopo il breve periodo normanno che venne ricostituito il capitolo della cattedrale; se ne ha menzione per la prima volta nel cartulario di Redon nel 1021, dove tra l'altro vengono indicate anche le varie dignità che lo costituivano.
Nel 1287 il duca Giovanni II lasciò al vescovo Henri Tore il château de la Motte, che diverrà la sede episcopale fino alla rivoluzione.
In seguito al concordato di Redon del 1441, il capitolo della cattedrale perse la prerogativa di eleggere i vescovi di Vannes a vantaggio dei duchi di Bretagna e della Santa Sede, che si riservò il diritto di investitura degli eletti.
Nel periodo post-tridentino, due vescovi in particolare si distinsero per alcuni tentativi di riforma della diocesi, Sébastien de Rosmadec e il nipote Charles de Rosmadec, che istituirono le visite pastorali e le missioni parrocchiali, chiamarono in diocesi nuovi ordini e congregazioni religiose, istituirono l'obbligo dei ritiri spirituali per il clero e i fedeli. Il seminario diocesano fu istituito nel 1680 durante l'episcopato di Pierre-Louis Cazet de Vautorte grazie all'opera indefessa del vicario generale Eude de Kerlivio.
Prima della rivoluzione, la diocesi comprendeva circa 160 parrocchie, suddivise in 9 decanati.
In seguito al concordato con la bolla Qui Christi Domini di papa Pio VII del 29 novembre 1801 la diocesi si ampliò, incorporando porzioni delle diocesi di Saint-Malo, che fu soppressa, di Nantes e di Quimper. Nella stessa occasione cedette alcune parrocchie alle diocesi di Rennes (oggi arcidiocesi) e di Saint-Brieuc.
Il 3 gennaio 1859 è entrata a far parte della provincia ecclesiastica dell'arcidiocesi di Rennes.
Il 24 settembre 1964, con la lettera apostolica Armoricae regionis, papa Paolo VI ha proclamato San Paterno, protovescovo e confessore, patrono principale della diocesi.
Il 20 settembre 1996 papa Giovanni Paolo II visitò la diocesi in occasione di un pellegrinaggio al santuario di Sainte-Anne-d'Auray.

## Cronotassi dei vescovi
Si omettono i periodi di sede vacante non superiori ai 2 anni o non storicamente accertati.
Un catalogo dei vescovi di Vannes è riportato dal cartulario dell'abbazia Sainte-Croix di Quimperlé (Finistère), del XII secolo, che include una serie di nomi da san Paterno fino a Cadioc († 1254). Fino a Blenliveto, il ventiseiesimo della lista, il catalogo è completamente inaffidabile, in quanto mancano vescovi storicamente documentati, mentre sono inseriti molti nomi di personaggi che o furono santi venerati nel Paese o che non sono in alcun modo documentati come vescovi. Anche le poche indicazioni cronologiche presenti nel catalogo sono assolutamente anacronistiche.
- San Paterno † (menzionato nel 465 circa)[8]
- San Modesto † (menzionato nel 511)
- Macliavo † (metà del VI secolo)
- Eunio † (prima del 578 - 579 deposto)
- Regale † (menzionato nel 590)[9]
- Ago † (seconda metà dell'VIII secolo)[10]
- Isacco † (prima del 797 - dopo l'814)
- Wineloco † (prima dell'820 - dopo il 3 febbraio 821)
- Ragenario † (prima del 1º aprile 821 - dopo il 24 gennaio 838)
- Susanno † (prima del 16 aprile 838 - 848[11] deposto)
- Corangeno † (prima di maggio 850 - dopo agosto 868)
- Dilis † (menzionato nell'870)[12]
- Cenmonoco † (prima di maggio 878 - dopo agosto 888)
- Bilio † (prima di maggio 892 - dopo ottobre 913)
- Blenliveto † (menzionato nel 950 circa)
- Alveo †
- Auriscando † (prima del 971 - dopo il 990)[13]
- Judicaël † (prima di giugno 992 - dopo il 1032)
- Budic † (menzionato nel 1037)
- Mainguy † (prima del 1066 - dopo il 1082)
- Morven † (prima del 1089 - dopo il 1117)[14]
- Jacques † (menzionato nel 1129)
- Even † (prima del 1137 - 1143 deceduto)
- Rouaud (Rotaldus), O.Cist. † (1143 - 26 giugno 1177 deceduto)
- Geoffroy †
- Guéhénoc † (1182 - dopo il 1218)[15]
- Robert I † (prima del 1220 - 1232 dimesso)
- Guillaume † (1232 - dopo il 1233)
- Cadioc † (prima del 1235 - 15 maggio 1254 deceduto)
  - Guillaume de Quélen † (giugno 1254 - 26 agosto 1254 deceduto) (vescovo eletto)[16]
- Alain I † (1255 - 18 febbraio 1262 deceduto)
- Gui de Conleu † (prima del 1265 - 21 ottobre 1270 deceduto)
- Pierre I † (menzionato nel 1276)
- Hervé Bloc † (12 dicembre 1279 - 22 marzo 1287 deceduto)
- Henri Tore † (giugno 1287 - dopo il 1310)
- Jean Le Parisy † (prima del 1312 - 20 gennaio 1339 deceduto)
- Geoffroy de Saint-Guen † (10 marzo 1339 - dopo il 1340 deceduto)
- Gauthier de Saint-Père † (10 gennaio 1347 - circa 1359 deceduto)
- Geoffroy de Rohan † (22 aprile 1360 - circa 1377 deceduto)
- Jean de Montrelais † (5 novembre 1378 - 20 ottobre 1382 nominato vescovo di Nantes)
- Simon de Langres, O.P. † (20 ottobre 1382 - 1383 dimesso)
- Henri Le Barbu, O.Cist. † (3 agosto 1383 - 2 maggio 1404 nominato vescovo di Nantes)
- Hugues Lestoquer, O.P. † (25 agosto 1404 - 10 ottobre 1408 deceduto)
- Amaury de la Motte d'Acigné † (25 febbraio 1410 - 24 ottobre 1432 nominato vescovo di Saint-Malo)
- Jean Validire † (29 ottobre 1432 - dopo il 1444 deceduto)
- Yves de Pontsal † (20 agosto 1451 - 7 gennaio 1475 deceduto)
- Pierre de Foix il Giovane † (11 marzo 1476 - 18 agosto 1490 deceduto)
  - Lorenzo Cybo de Mari † (29 agosto 1490 - 21 dicembre 1503 deceduto) (amministratore apostolico)
  - Amanieu d'Albret † (8 gennaio 1504 - 14 ottobre 1504 dimesso) (amministratore apostolico)
- Jacques de Beaune de Semblançay † (14 ottobre 1504 - 8 gennaio 1511 deceduto)
  - Robert Guibé † (17 marzo 1511 - 9 novembre 1513 deceduto) (amministratore apostolico)
  - Lorenzo Pucci I † (21 novembre 1513 - 11 dicembre 1514 dimesso) (amministratore apostolico)
- André Hamon † (11 dicembre 1514 - dopo il 12 aprile 1527)
- Antonio Pucci † (8 luglio 1529 - 10 giugno 1541 dimesso)
  - Lorenzo Pucci II † (10 giugno 1541 - 1547 deceduto) (vescovo eletto)
- Charles de Marillac † (20 ottobre 1550 - 24 marzo 1557 nominato arcivescovo di Vienne)
- Sébastien de L'Aubespine † (21 giugno 1557 - 23 marzo 1558 nominato vescovo di Limoges)
- Philippe du Bec † (17 aprile 1559 - 15 ottobre 1566 nominato vescovo di Nantes)
- Jean Le Feuvre † (15 maggio 1566 - 1570 deceduto)
- Pierre de Saint-Martin † (17 marzo 1572 - 1574 dimesso)
- Jean de La Haye, O.S.B. † (22 marzo 1574 - agosto 1574 deceduto)
- Louis de La Haye † (3 agosto 1575 - 26 gennaio 1588 deceduto)
  - Sede vacante (1588-1592)
- Georges d'Aradon † (10 marzo 1592 - 31 maggio 1596 deceduto)
  - Sede vacante (1596-1599)
- Jacques Martin † (8 novembre 1599 - 1622 dimesso)
- Sébastien de Rosmadec † (14 novembre 1622 - 29 luglio 1646 dimesso)
- Charles de Rosmadec † (1º luglio 1647 - prima del 22 giugno 1671 dimesso[17])
- Pierre-Louis Cazet de Vautorte † (22 giugno 1671 - 13 dicembre 1687 deceduto)
  - Sede vacante (1687-1692)
- François d'Argouges † (4 febbraio 1692[18] - 15 marzo 1716 deceduto)
  - Louis de La Vergen de Tressan † (marzo 1716 - 8 giugno 1718 nominato vescovo di Nantes) (vescovo eletto)
- Jean-François-Paul Le Fèvre de Caumartin † (8 giugno 1718 - 4 marzo 1720 nominato vescovo di Blois)
- Antoine Fagon † (20 marzo 1720 - 16 febbraio 1742 deceduto)
- Jean-Joseph Chapelle de Saint-Jean de Jumilhac † (9 luglio 1742 - 10 giugno 1746 dimesso[19])
- Charles-Jean de Bertin † (22 agosto 1746 - 23 settembre 1774 deceduto)
- Sébastien-Michel Amelot † (3 aprile 1775 - 29 novembre 1801 deposto)[20]
- Antoine-Xavier Maynaud de Pancemont † (10 aprile 1802 - 14 marzo 1807 deceduto)
- Pierre-Ferdinand de Bausset-Roquefort † (16 marzo 1808 - 1º ottobre 1817 nominato arcivescovo di Aix)
- Henri-Marie-Clauce de Bruc-Montplaisir † (23 agosto 1819 - 8 giugno 1826 deceduto)
- Simon Garnier † (2 ottobre 1826 - 8 maggio 1827 deceduto)
- Charles-Jean de la Motte de Broons et de Vauvert † (17 settembre 1827 - 5 maggio 1860 deceduto)
- Louis-Anne Dubreil † (22 luglio 1861 - 21 dicembre 1863 nominato arcivescovo di Avignone)
- Jean-Baptiste Charles Gazailhan † (21 dicembre 1863 - 6 novembre 1865 dimesso)
- Jean-Marie Bécel † (22 giugno 1866 - 6 novembre 1897 deceduto)
- Amédée-Jean-Baptiste Latieule † (24 marzo 1898 - 21 ottobre 1903 deceduto)
  - Sede vacante (1903-1906)
- Alcime-Armand-Pierre-Henri Gouraud † (21 febbraio 1906 - 2 ottobre 1928 deceduto)
- Hippolyte Tréhiou † (15 aprile 1929 - 9 gennaio 1941 deceduto)
- Eugène-Joseph-Marie Le Bellec † (11 ottobre 1941 - 24 settembre 1964 dimesso[21])
- Pierre-Auguste-Marie Boussard † (24 settembre 1964 - 16 novembre 1991 ritirato)
- François-Mathurin Gourvès † (16 novembre 1991 succeduto - 28 giugno 2005 ritirato)
- Raymond Michel René Centène, dal 28 giugno 2005

## Statistiche
La diocesi nel 2022 su una popolazione di 751.309 persone contava 548.456 battezzati, corrispondenti al 73,0% del totale.
| anno | popolazione | popolazione | popolazione | presbiteri | presbiteri | presbiteri | presbiteri                | diaconi | religiosi | religiosi | parrocchie |
| anno | battezzati  | totale      | %           | numero     | secolari   | regolari   | battezzati per presbitero | diaconi | uomini    | donne     | parrocchie |
| ---- | ----------- | ----------- | ----------- | ---------- | ---------- | ---------- | ------------------------- | ------- | --------- | --------- | ---------- |
| 1950 | 505.000     | 506.884     | 99,6        | 1.086      | 941        | 145        | 465                       |         | 490       | 3.095     | 295        |
| 1970 | 535.070     | 540.474     | 99,0        | 907        | 806        | 101        | 589                       |         | 463       | 3.043     | 299        |
| 1980 | 581.000     | 593.000     | 98,0        | 770        | 662        | 108        | 754                       |         | 438       | 2.540     | 300        |
| 1990 | 617.000     | 636.000     | 97,0        | 665        | 552        | 113        | 927                       | 9       | 424       | 1.987     | 300        |
| 1999 | 548.000     | 631.000     | 86,8        | 508        | 416        | 92         | 1.078                     | 33      | 360       | 1.575     | 300        |
| 2000 | 546.380     | 642.800     | 85,0        | 507        | 401        | 106        | 1.077                     | 36      | 348       | 1.537     | 300        |
| 2001 | 546.380     | 642.800     | 85,0        | 485        | 384        | 101        | 1.126                     | 39      | 358       | 1.651     | 300        |
| 2002 | 546.380     | 645.000     | 84,7        | 461        | 381        | 80         | 1.185                     | 40      | 317       | 1.554     | 298        |
| 2003 | 600.000     | 606.600     | 98,9        | 461        | 367        | 94         | 1.301                     | 43      | 356       | 1.513     | 298        |
| 2004 | 600.000     | 606.600     | 98,9        | 444        | 358        | 86         | 1.351                     | 45      | 333       | 1.494     | 300        |
| 2010 | 630.000     | 700.000     | 90,0        | 411        | 302        | 109        | 1.532                     | 51      | 311       | 1.275     | 299        |
| 2014 | 583.000     | 727.000     | 80,2        | 355        | 261        | 94         | 1.642                     | 65      | 272       | 1.072     | 299        |
| 2017 | 510.000     | 747.000     | 68,3        | 329        | 245        | 84         | 1.550                     | 60      | 251       | 923       | 299        |
| 2020 | 510.300     | 747.548     | 68,3        | 299        | 232        | 67         | 1.706                     | 61      | 209       | 822       | 280        |
| 2022 | 548.456     | 751.309     | 73,0        | 291        | 226        | 65         | 1.884                     | 61      | 195       | 783       | 197        |